# Fadenkeulchen
Die Fadenkeulchen (Typhula) sind eine Pilzgattung aus der Familie der Fadenkeulchenverwandten (Typhulaceae). Die Arten zersetzen hauptsächlich Laub, Zweige oder Kräuter und bilden meist kleine, keulige oder schmal zylindrische, aber stets unverzweigte Fruchtkörper. Häufig entwachsen sie einem harten, linsenförmigen bis knolligen Überdauerungsorgan (Sklerotium). Sclerotium war auch die Gattungsbezeichnung für die schimmelartigen Nebenfruchtformen (Anamorphen) der Fadenkeulchen, bevor sie in die Gattung Typhula mit den Hauptfruchtformen (Teleomorphen) gestellt wurden.
Einige wenige Arten befallen auch lebende Pflanzen und verursachen dadurch beispielsweise auf Rasenflächen die Typhulafäule. Das Krankheitsbild wird auch „Schneeschimmel“ genannt, weil sich die Infektion gerne unter der Schneedecke ausbreitet und erst nach der Schmelze ausgeblichene Stellen aus abgestorbenem Gras und weißem bis pinkfarbenem Schimmel an den Rändern sichtbar werden.

## Merkmale

### Makroskopische Merkmale
Die kleinen Fruchtkörper entstehen einzeln oder zu mehreren aus einem Sklerotium heraus oder direkt aus dem Substrat. Sie sind schmal zylindrisch bis schmal oder breit keulig und in der Regel in einen deutlich abgesetzten sterilen Stiel und den fertilen Kopf gegliedert. Die Fruchtkörper sind normalerweise weiß, bei einigen Arten auch ockergelb bis rosa oder sie haben einen dunkel rötlichen Stiel. Das Fleisch ist meist weiß, wachsartig, weich, knorpelig oder hornartig. Die Sklerotien (falls vorhanden) sind kugel- bis linsenförmig, hart und hornig und gelb-braun bis schwarzbraun gefärbt.

### Mikroskopische Merkmale
Das Hyphensystem ist monomitisch. An den Septen der hyalinen Hyphen kommen meistens Schnallen vor, diese können aber auch fehlen. Die Basidien bilden 2–4, hyaline, meist ellipsoide, selten zylindrische Basidiosporen, die meist glatt sind und amyloid oder inamyloid sein können. Bei mindestens einer Art sind die Sporen gelappt.

## Ökologie
Typhula Arten leben meist saprotroph auf totem Pflanzenmaterial wie Gras, Farn, Kräutern, Laub oder Totholz. Einige Arten haben ein breites Spektrum an Wirtspflanzen, andere scheinen recht wirtsspezifisch zu sein. Einige wenige Arten sind fakultative oder opportunistische Parasiten von Pflanzen und Gräsern – wie etwa Typhula quisquiliaris der auf Adlerfarn parasitiert.
Die meisten Arten die beschrieben wurden, stammen aus der nördlichen, gemäßigten Zone. In den Tropen oder auf der südlichen Hemisphäre ist die Gattung entweder weniger häufig oder wurde bisher weitgehend übersehen.

## Arten
Heute umfasst die Gattung weltweit 68 Arten, in Europa kommen 44 Spezies vor bzw. sind dort zu erwarten.
| \| Deutscher Name \| Wissenschaftlicher Name \| Autorenzitat \| \| ----------------------------------- \| ---------------------------------- \| ---------------------------------------------------- \| \| Gelbstieliges Fichten-Fadenkeulchen \| Typhula abietina \| (Fuckel 1871) Corner 1950 \| \| \| Typhula anceps \| P. Karsten 1889 \| \| Pfeifengras-Fadenkeulchen \| Typhula berthieri \| Olariaga et al. 2008 \| \| \| Typhula brunneola \| (Patouillard 1886) Courtecuisse 2008 \| \| Buchsbaum-Fadenkeulchen \| Typhula buxi \| Maire 1933 \| \| Kopfiges Fadenkeulchen \| Typhula capitata \| (Patouillard 1883) Berthier 1974 \| \| \| Typhula caricina \| P. Karsten 1876 \| \| \| Typhula chamaemori \| L. Holm & K. Holm 1977 \| \| \| Typhula crassipes \| Fuckel 1870 \| \| Herzsporiges Fadenkeulchen \| Typhula culmigena \| (Montagne & Fries 1836) Berthier 1974 \| \| \| Typhula curvispora \| (Corner 1970) Berthier 1976 \| \| \| Typhula erumpens \| Corner 1950 \| \| Rotstieliges Fadenkeulchen \| Typhula erythropus \| (Persoon 1794 : Fries 1821) Fries 1818 \| \| \| Typhula euphorbiae \| (Fuckel 1870) Fries 1874 \| \| \| Typhula fruticum \| (P. Karsten 1882) P. Karsten 1889 \| \| \| Typhula graminum \| P. Karsten 1868 \| \| \| Typhula hedericola \| (Cesati 1855) Corner 1950 \| \| \| Typhula hollandii \| D.A. Reid 1965 \| \| \| Typhula humulina \| D.P. Kusnezowa 1953 \| \| Fleischrotes Fadenkeulchen \| Typhula incarnata \| Lasch in Fries 1838 \| \| Gelbstieliges Fadenkeulchen \| Typhula lutescens \| Boudier 1901 ('1900') \| \| Schimmerndes Fadenkeulchen \| Typhula micans \| (Persoon 1797 : Fries 1821) Berthier 1974 \| \| \| Typhula muelleri \| (Sauter 1852) Corner 1950 \| \| Gelbknolliges Fadenkeulchen \| Typhula ochraceosclerotiata \| Olariaga & Salcedo 2009 \| \| \| Typhula olivascens \| Berthier 1974 \| \| \| Typhula pachypus \| Berthier 1976 \| \| \| Typhula paradoxa \| (P. Karsten 1868) anon. ined. \| \| Linsen-Fadenkeulchen \| Typhula phacorrhiza („phacorhiza“) \| (Reichard 1780 : Fries 1821) Fries 1818 \| \| \| Typhula piceicola \| Berthier 1974 \| \| \| Typhula pragensis \| Pilát 1959 \| \| Zwerg-Fadenkeulchen \| Typhula pusilla \| (Persoon 1797 : Fries 1821) J. Schröter in Cohn 1888 \| \| Adlerfarn-Fadenkeulchen \| Typhula quisquiliaris \| (Fries 1818 : Fries 1821) Hennings 1896 \| \| Kopfried-Fadenkeulchen \| Typhula schoeni \| Olariaga & Salcedo 2009 \| \| Pestwurz-Fadenkeulchen \| Typhula sclerotioides \| (Persoon 1822) Fries 1838 \| \| Borstenfüßiges Fadenkeulchen \| Typhula setipes \| (Greville 1828) Berthier 1974 s. l. \| \| Schneeweißes Fadenkeulchen \| Typhula spathulata \| (Peck 1875) Berthier 1976 \| \| \| Typhula struthiopteridis \| Corner 1970 \| \| \| Typhula subhyalina \| Courtecuisse 1984 \| \| \| Typhula subvariabilis \| Berthier 1974 \| \| \| Typhula thaxteri \| (Burt 1916) Berthier 1974 \| \| \| Typhula todei \| Fries 1818 : Fries 1821 \| \| \| Typhula trifolii \| Rostrup 1890 \| \| Kolbenförmiges Fadenkeulchen \| Typhula uncialis \| (Greville 1824 : Fries 1828) Berthier 1974 \| \| Veränderliches Fadenkeulchen \| Typhula variabilis \| Riess 1853 \| |                                    |                                                      |
| Deutscher Name | Wissenschaftlicher Name            | Autorenzitat                                         |
| Gelbstieliges Fichten-Fadenkeulchen | Typhula abietina                   | (Fuckel 1871) Corner 1950                            |
| | Typhula anceps                     | P. Karsten 1889                                      |
| Pfeifengras-Fadenkeulchen | Typhula berthieri                  | Olariaga et al. 2008                                 |
| | Typhula brunneola                  | (Patouillard 1886) Courtecuisse 2008                 |
| Buchsbaum-Fadenkeulchen | Typhula buxi                       | Maire 1933                                           |
| Kopfiges Fadenkeulchen | Typhula capitata                   | (Patouillard 1883) Berthier 1974                     |
| | Typhula caricina                   | P. Karsten 1876                                      |
| | Typhula chamaemori                 | L. Holm & K. Holm 1977                               |
| | Typhula crassipes                  | Fuckel 1870                                          |
| Herzsporiges Fadenkeulchen | Typhula culmigena                  | (Montagne & Fries 1836) Berthier 1974                |
| | Typhula curvispora                 | (Corner 1970) Berthier 1976                          |
| | Typhula erumpens                   | Corner 1950                                          |
| Rotstieliges Fadenkeulchen | Typhula erythropus                 | (Persoon 1794 : Fries 1821) Fries 1818               |
| | Typhula euphorbiae                 | (Fuckel 1870) Fries 1874                             |
| | Typhula fruticum                   | (P. Karsten 1882) P. Karsten 1889                    |
| | Typhula graminum                   | P. Karsten 1868                                      |
| | Typhula hedericola                 | (Cesati 1855) Corner 1950                            |
| | Typhula hollandii                  | D.A. Reid 1965                                       |
| | Typhula humulina                   | D.P. Kusnezowa 1953                                  |
| Fleischrotes Fadenkeulchen | Typhula incarnata                  | Lasch in Fries 1838                                  |
| Gelbstieliges Fadenkeulchen | Typhula lutescens                  | Boudier 1901 ('1900')                                |
| Schimmerndes Fadenkeulchen | Typhula micans                     | (Persoon 1797 : Fries 1821) Berthier 1974            |
| | Typhula muelleri                   | (Sauter 1852) Corner 1950                            |
| Gelbknolliges Fadenkeulchen | Typhula ochraceosclerotiata        | Olariaga & Salcedo 2009                              |
| | Typhula olivascens                 | Berthier 1974                                        |
| | Typhula pachypus                   | Berthier 1976                                        |
| | Typhula paradoxa                   | (P. Karsten 1868) anon. ined.                        |
| Linsen-Fadenkeulchen | Typhula phacorrhiza („phacorhiza“) | (Reichard 1780 : Fries 1821) Fries 1818              |
| | Typhula piceicola                  | Berthier 1974                                        |
| | Typhula pragensis                  | Pilát 1959                                           |
| Zwerg-Fadenkeulchen | Typhula pusilla                    | (Persoon 1797 : Fries 1821) J. Schröter in Cohn 1888 |
| Adlerfarn-Fadenkeulchen | Typhula quisquiliaris              | (Fries 1818 : Fries 1821) Hennings 1896              |
| Kopfried-Fadenkeulchen | Typhula schoeni                    | Olariaga & Salcedo 2009                              |
| Pestwurz-Fadenkeulchen | Typhula sclerotioides              | (Persoon 1822) Fries 1838                            |
| Borstenfüßiges Fadenkeulchen | Typhula setipes                    | (Greville 1828) Berthier 1974 s. l.                  |
| Schneeweißes Fadenkeulchen | Typhula spathulata                 | (Peck 1875) Berthier 1976                            |
| | Typhula struthiopteridis           | Corner 1970                                          |
| | Typhula subhyalina                 | Courtecuisse 1984                                    |
| | Typhula subvariabilis              | Berthier 1974                                        |
| | Typhula thaxteri                   | (Burt 1916) Berthier 1974                            |
| | Typhula todei                      | Fries 1818 : Fries 1821                              |
| | Typhula trifolii                   | Rostrup 1890                                         |
| Kolbenförmiges Fadenkeulchen | Typhula uncialis                   | (Greville 1824 : Fries 1828) Berthier 1974           |
| Veränderliches Fadenkeulchen | Typhula variabilis                 | Riess 1853                                           |

## Systematik
Das Taxon wurde erstmals 1801 durch den Mykologen Christiaan Hendrik Persoon als Clavaria sect. Typhula beschrieben. Er unterschied Typhula von Clavaria aufgrund der Form des Fruchtkörpers, der bei Typhula deutlich in Hut- und Stielteil gegliedert ist. 1818 erhob Elias Magnus Fries in seinem Werk „Observationes mycologicae“ das Taxon zur Gattung. Innerhalb der neu geschaffenen Gattung beschrieb Fries neben der Typusart Typhula phacorrhiza drei weitere Arten. Heute hat die Gattung etwa 150 Arten.
Die Gattung wurde 1950 von E.J.H Corner überarbeitet. Er glaubte, dass man die ansonsten sehr ähnlichen Arten der Gattungen Pistillaria und Pistillina abtrennen müsse, da bei diesen, anders als bei Typhula, sich die Fruchtkörper nicht aus Sklerotien entwickeln. Bei einer weiteren Überarbeitung der Gattung durch Jacques Berthier (1976) wurden die beiden abgetrennten Gattungen wieder mit der Gattung Typhula vereint. Durch molekularbiologische Untersuchungen der rDNA-Gene konnte gezeigt werden, dass die Gattung innerhalb der Ordnung Agaricales steht.

### Die GattungSclerotium
Die Gattung Sclerotium wurde von dem deutschen Mykologen und Theologen Heinrich Julius Tode im Jahre 1790 erstmals beschrieben. Sie fasste verschiedene Pilze in einer Gattung zusammen, die Sklerotien bilden. Jene sind fruchtkörperartige Dauerformen, die von sehr dickwandigen Hyphen gebildet werden. Nach und nach wurden über 400 Arten in dieses reine Formtaxon gestellt, die als einziges verbindendes Merkmal die Fähigkeit hatten, Sklerotien oder sklerotien-ähnliche Strukturen zu bilden, ansonsten gehörten sie zu ganz unterschiedlichen Zweigen der Ascomycota und Basidiomycota.
Um ein monophyletisches Taxon zu schaffen, wurden alle Arten, die nicht zur Gattung Typhula gehören, aus der Gattung entfernt, da die Typusart der Gattung, Sclerotium complanatum, eine Nebenfruchtform (Anamorphe) von Typhula setipes ist. Allerdings ist der Gattungsname Sclerotium, der nur für die Nebenfruchtformen verwendet wird, heute nur noch ein Synonym von Typhula.

## Bedeutung
Die psychrophilen Arten Typhula ishikariensis und Typhula incarnata sind die Erreger des Schneeschimmel oder der Typhulafäule. Diese Krankheit kann Rasen zerstören, die für eine lange Zeit mit Schnee bedeckt sind. Dies ist besonders dann ein Problem, wenn Golfplätze einen ungeeigneten Standort haben. Außerdem können die beiden Arten genauso wie Typhula phacorrhiza Schäden an Winterweizen verursachen.